# Renaud de Dammartin
Pour les articles homonymes, voir Dammartin.
Renaud de Dammartin, né vers 1165, mort en 1227, fut comte de Boulogne de 1190 à 1227, comte de Dammartin de 1200 à 1214, comte d'Aumale de 1204 à 1206 et comte de Mortain de 1206 à 1214.

## Biographie

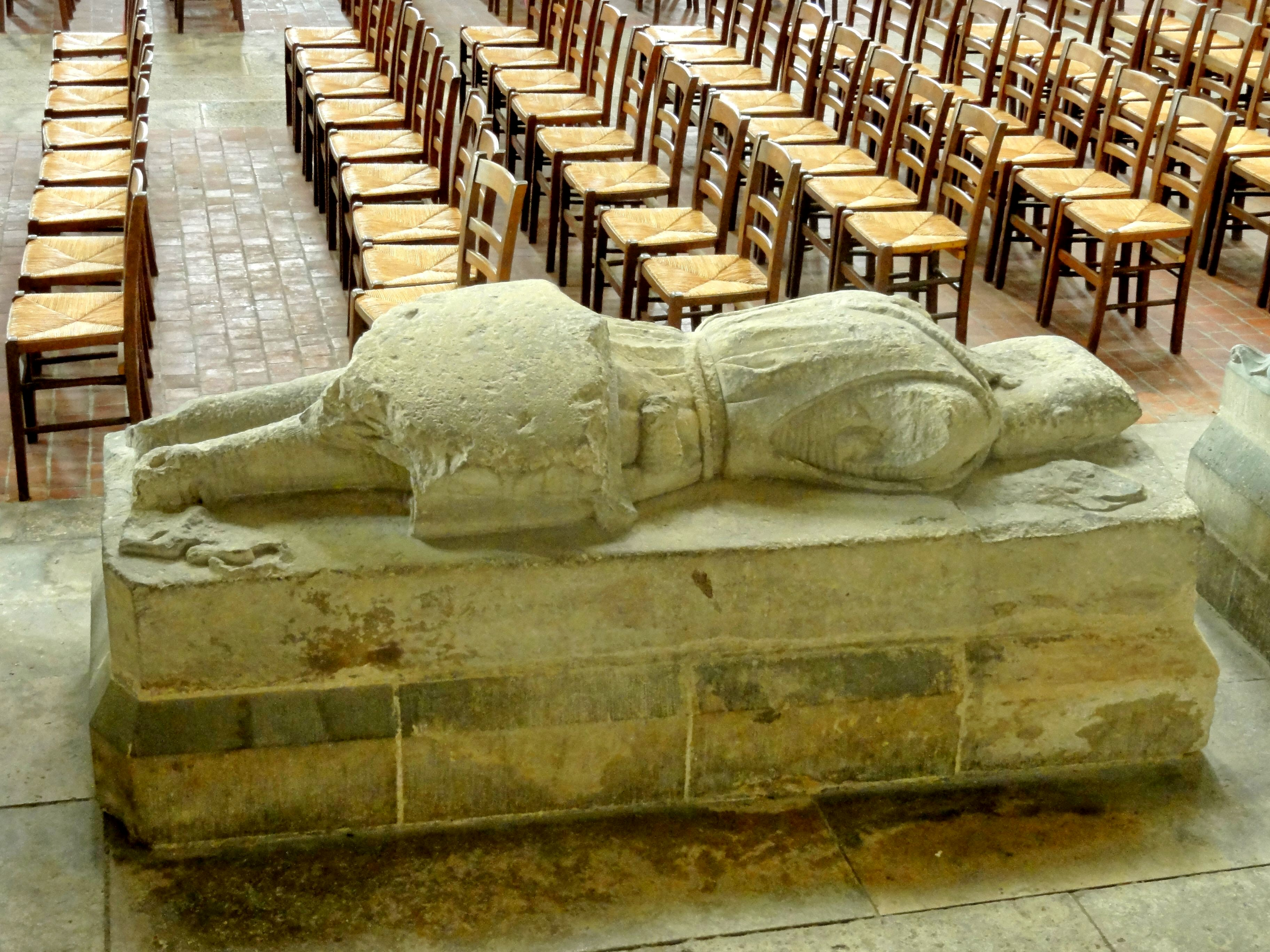
Gisant mutilé de Renaud de Dammartin dans l'église Saint-Nicolas de Saint-Leu-d'Esserent.

Il est fils d'Albéric III de Dammartin, comte de Dammartin, et de Mathilde de Clermont ; son frère cadet était Simon de Dammartin, comte d'Aumale et de Ponthieu. Élevé à la Cour de France, il devient l'ami d'enfance de Philippe II Auguste, roi de France. Il combat néanmoins sous la bannière des Plantagenêt mais est pardonné, n'ayant fait que suivre les ordres paternels, et épouse une cousine du roi, Marie de Châtillon, fille de Guy II, seigneur de Châtillon, et d'Alix de Dreux.
Vers 1190, sur le conseil de Philippe Auguste, qui souhaite détacher le Boulonnais de l'influence flamande, il répudie son épouse pour enlever et épouser de force Ide de Lorraine († 1216), comtesse de Boulogne, veuve de Bertold IV de Zähringen et fille de Mathieu d'Alsace et de Marie de Blois, comte et comtesse de Boulogne. Ce faisant, il place le comté de Boulogne, qui dépendait jusque-là du comté de Flandre, sous la vassalité directe du royaume de France. Ce mariage le rend puissant et suscite des jalousies, notamment dans la famille de Dreux, parente de Marie de Châtillon, et dans la famille de Guînes, le comte de Guînes étant fiancé d'Ide.
En 1203, Renaud et son épouse octroient une charte à la ville de Boulogne, donnant des privilèges aux marchands de la ville. Ceux-ci ont en fait probablement acheté leur liberté moyennant finances à Renaud, toujours à court d'argent. En 1204, Philippe Auguste lui donne le comté d'Aumale, qu'il échange en 1209 contre le comté de Mortain.
Par la suite, Renaud prend à nouveau ses distances avec le roi de France. En 1211, il refuse de comparaître devant lui à la suite d’un différend qui l’opposait à l'évêque de Beauvais Philippe de Dreux, puis il négocie avec Jean sans Terre, le rejoint en 1212 et lui rend hommage.
Avec l'empereur Othon IV de Brunswick et le comte de Flandre, Ferrand de Portugal, il attaque le royaume de France le dimanche 27 juillet 1214 ; la bataille entre les deux armées eut lieu à Bouvines. Vaincu, il est l'un des derniers à se rendre et refuse de se soumettre au roi de France. Philippe Auguste lui confisque ses terres, pour les donner à son fils Philippe Hurepel, et marie celui-ci avec la fille de Renaud, Mathilde de Dammartin. Renaud est d'abord mis en cage et emmené à la prison de Péronne, puis transféré dans la forteresse du Goulet, sur l'île aux Bœufs, où il finit par se suicider le 21 avril 1227. À la différence de plusieurs autres prisonniers de Bouvines, comme Guillaume de Longue-Épée, comte de Salisbury, ou Ferrand de Flandre, il ne put jamais obtenir sa libération. Il fut inhumé dans l'église du prieuré de Saint-Leu-d'Esserent, sous une pierre tombale représentant un chevalier en tenue de combat.

## Mariages et descendance

### Marie de Châtillon
Il n'a pas eu d'enfant de Marie de Châtillon.

### Ide de Lorraine
D'Ide de Lorraine, il eut une fille : Mathilde de Dammartin (1202 † 1259), comtesse de Boulogne, d'Aumale et de Dammartin, mariée :
1. en 1218 à Philippe Ier Hurepel de France (1200 † 1234), comte de Clermont-en-Beauvaisis ;
2. en 1235 à Alphonse III, roi de Portugal (1210 † 1279).

## Le renom de Renaud dans la postérité
En 1285, au tournoi de Chauvency (alors situé en Allemagne) un héraut fait l'éloge du comte Renaut qui tint Boulogne (il est vrai que Renaud de Dammartin, le futur traître de Bouvines, avait trouvé refuge en 1211 auprès du comte de Bar) et Renaud de Trie s'écrie "Boulogne" au cours des joutes ou de la mêlée du tournoi. Quant au seigneur de Gevigni/Gviwini, il serait, selon Jacques Bretel, de son lignage et de son sang : Li cuens Renaus qui tint Boloigne/ Ne se fist onques mieus paroir/ Et sa prouesse va par oir / Par cestui n'est point decheüe.